# André Jeanneret
André Jeanneret (* 1935 in Savagnier; † 12. September 1980 während eines Deltaflugs am Salève) war ein Schweizer Ethnologe.
Jeanneret promovierte 1967 an der Universität Neuenburg mit einer historisch-ethnographischen Arbeit über die Fischerei am Neuenburgersee. Er war von 1967 bis 1980 Direktor des Musée d’ethnographie de Genève.

## Nachrufe
- Archives suisses d'anthropologie générale: Anthropologie, Archéologie, Ethnographie.  1980, ab S. 119.
- Folklore suisse: Folclore svizzero,  S. 81 f.
- André Jeanneret (1935-1980), président de la Société suisse des Américanistes. In: Bulletin de la Société suisse des Américanistes, Nr. 44 (Genf) 1980, S. 7–8.
- Schweizer Volkskunde. Band 71. Schweizerische Gesellschaft für Volkskunde, 1981.